# Cantonul L'Étang-Salé
Cantonul L'Étang-Salé este un canton din arondismentul Saint-Pierre, Réunion, Franța.